# De samenzwering van de Bataven onder Claudius Civilis

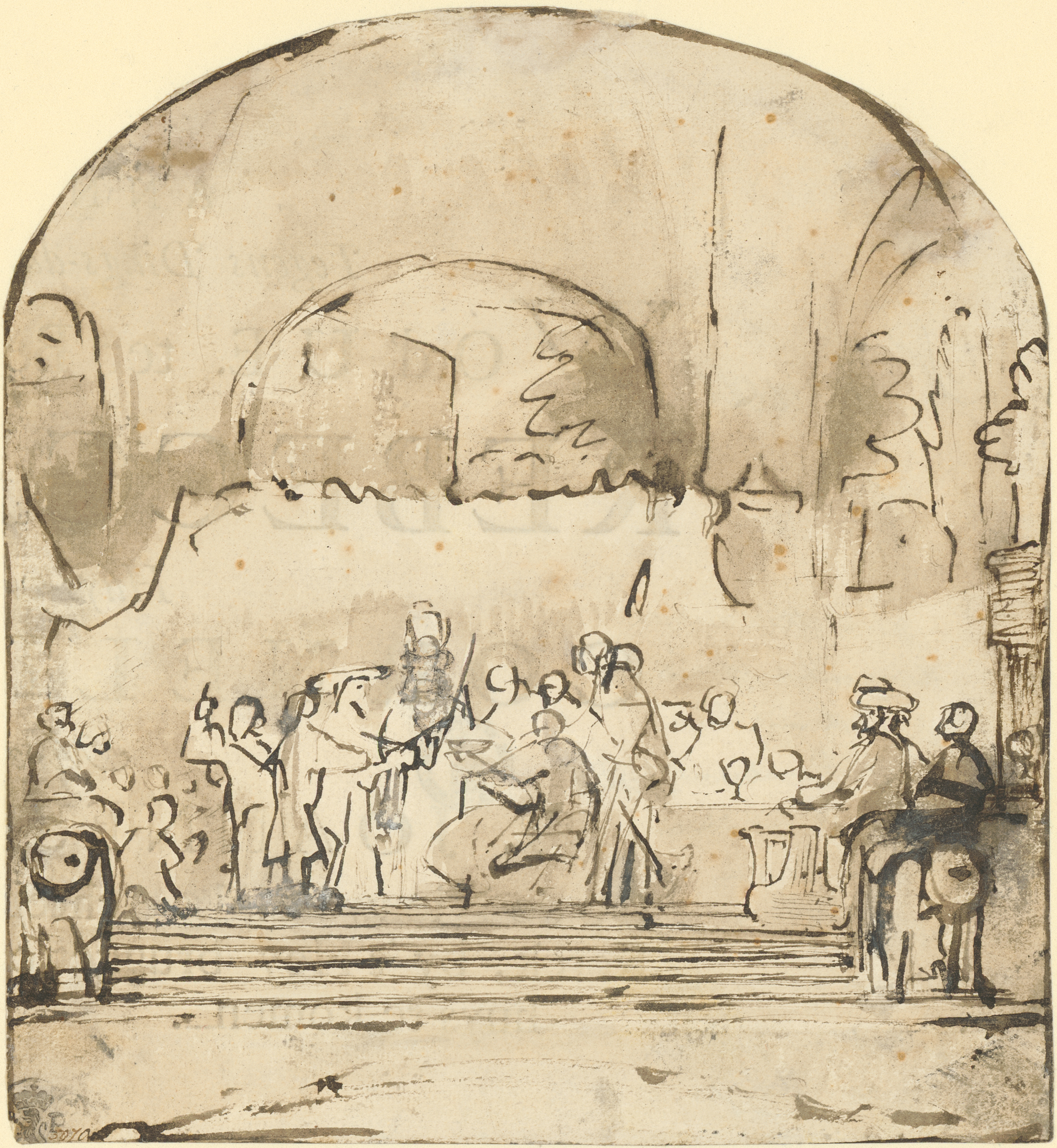
Tekening van het schilderij, achterop een uitnodiging uit oktober 1661

De samenzwering van de Bataven onder Claudius Civilis is een schilderij van de Nederlandse kunstschilder Rembrandt van Rijn dat hij maakte tussen 1661 en 1662.
Het schilderij hangt in het Nationalmuseum in Stockholm. Het was ooit het grootste, en volgens het Rijksmuseum meest prestigieuze schilderij van Rembrandt van Rijn, maar de schilder heeft slechts een klein deel behouden.

## Onderwerp
Het schilderij was bestemd voor de galerij van het nieuwe stadhuis op de Dam, dat nu het Paleis op de Dam is. Historische schilderijen stonden hoog in aanzien in de zeventiende eeuw. Rembrandt was gevraagd het verhaal van Julius (Claudius) Civilis af te beelden. Hij kwam in opstand tegen de Romeinse bezetter. Kort na het beëindigen van de Tachtigjarige Oorlog tegen Spanje wilde Amsterdam met dit kunstwerk een vergelijking trekken. 
In 1612 was er een boekwerk uitgegeven over de opstand met passages uit Tacitus, dat geïllustreerd was met zesendertig gravures van de Italiaan Antonio Tempesta, naar tekeningen van Otto van Veen, de leermeester van Peter Paul Rubens. Ze vormden het uitgangspunt voor de schilderijenreeks in de grote zaal van het stadhuis. Rembrandt leidde zijn eedaflegging echter direct af van Tacitus' Historiae, inclusief het ene oog van de leider en de barbaarse riten, barbaro ritu. In de gravuren was Claudius Civilis en profil afgebeeld, zodat niet te zien was dat hij een oog miste. Ook de eedaflegging verliep er volgens de Romeinse rite: elkaar de rechterhand geven. Volgens de barbaarse riten werden zwaarden verenigd boven een gouden kelk, waaruit vervolgens iedereen dronk. 

## Afwijzing
Al na enkele weken werd het schilderij weer verwijderd uit het stadhuis en aan Rembrandt geretourneerd om wijzigingen aan te brengen. Over welke wijzigingen werden gewenst is veel gespeculeerd. Genoemd worden de te fel-realistische uitbeelding (het ene oog van Claudius Civilis), de kroon, die in republikeinse ogen misstond, of de donkere en 'lege' achtergrond, waardoor het schilderij in stijl erg afweek van de meer conventionele schilderijen eromheen. 
De 'Hollandse nouveaux riches' (de machtige regentenstand) zouden zich niet hebben kunnen herkennen in dit ruwe beeld van hun voorouders. Rembrandt ging de strijd aan met de 'toen geldende classicistische normen, volgens welke het ongepast was om een held of beroemdheid af te beelden met lichamelijke afwijkingen of verminkingen'. Rembrandt kon het vervolgens niet meer eens worden met zijn opdrachtgevers en behield het schilderij. Het werd vervangen door een onvoltooid werk van Govert Flinck, die eerst de opdracht had gekregen, maar onverwachts was overleden, dat door Jurriaen Ovens werd afgeschilderd.

## Uitsnede
Oorspronkelijk was het schilderij ongeveer 5,50 bij 5,50 meter groot. Omdat het doek bedoeld was om op een grote hoogte te hangen en van een afstand bekeken te worden is het schilderwerk in vergelijking met andere werken van Rembrandt minder gedetailleerd. Het paste goed op de plaats van bestemming in het stadhuis, maar op de markt was het niet te verkopen in die omvang. Daarom sneed de schilder het meest verhalende deel uit het doek en gooide de rest (75%) weg. Het resterende schilderij meet 196 bij 309 centimeter. Er is een getekende voorstudie bewaard gebleven waaruit blijkt hoe het origineel eruit moet hebben gezien.
Adriaantje Hollaer · Ahasveros en Haman aan het feestmaal van Esther · De anatomische les van Dr. Deijman · De anatomische les van Dr. Nicolaes Tulp · Andromeda aan de rots geketend · Aristoteles bij de buste van Homerus · Artemisia · Badende vrouw · Bathseba met de brief van koning David · De blindmaking van Simson · De brillenverkoper · Buitenlandse admiraal · Christus in de storm op het meer van Galilea · Christus met een staf · Danaë · David en Uria · De doop van de kamerling · Het feestmaal van Belsazar · Flora · Gelijkenis van de rijke dwaas · Historiestuk · Jacob zegent de zonen van Jozef · Jeremia treurend over de verwoesting van Jeruzalem · Het Joodse bruidje · De maaltijd in Emmaüs · Marten Soolmans en Oopjen Coppit · Mozes en de tafelen der wet · De Nachtwacht · Het offer van Abraham (1635) · Pallas Athene · Portret van een man met handschoenen in de hand · Portret van een man · Portret van Amalia van Solms · Portret van Baertje Martens · Portret van Herman Doomer · Portret van Jan Six · Portret van Johannes Wtenbogaert · Portret van Maurits Huygens · De samenzwering van de Bataven onder Claudius Civilis · De schilder in zijn atelier · De Staalmeesters · De steniging van de Heilige Stefanus · Terugkeer van de verloren zoon · Titus aan de lezenaar · Titus als monnik · De Vaandeldrager · De verloochening van Petrus · De verloren zoon in een herberg · Het vertrek van de Sunammitische vrouw · De vlucht naar Egypte · De vlucht naar Egypte · Zelfportret op jeugdige leeftijd (ca. 1628) · Zelfportret met twee cirkels · Zelfportret als de apostel Paulus